# Konferencja jałtańska

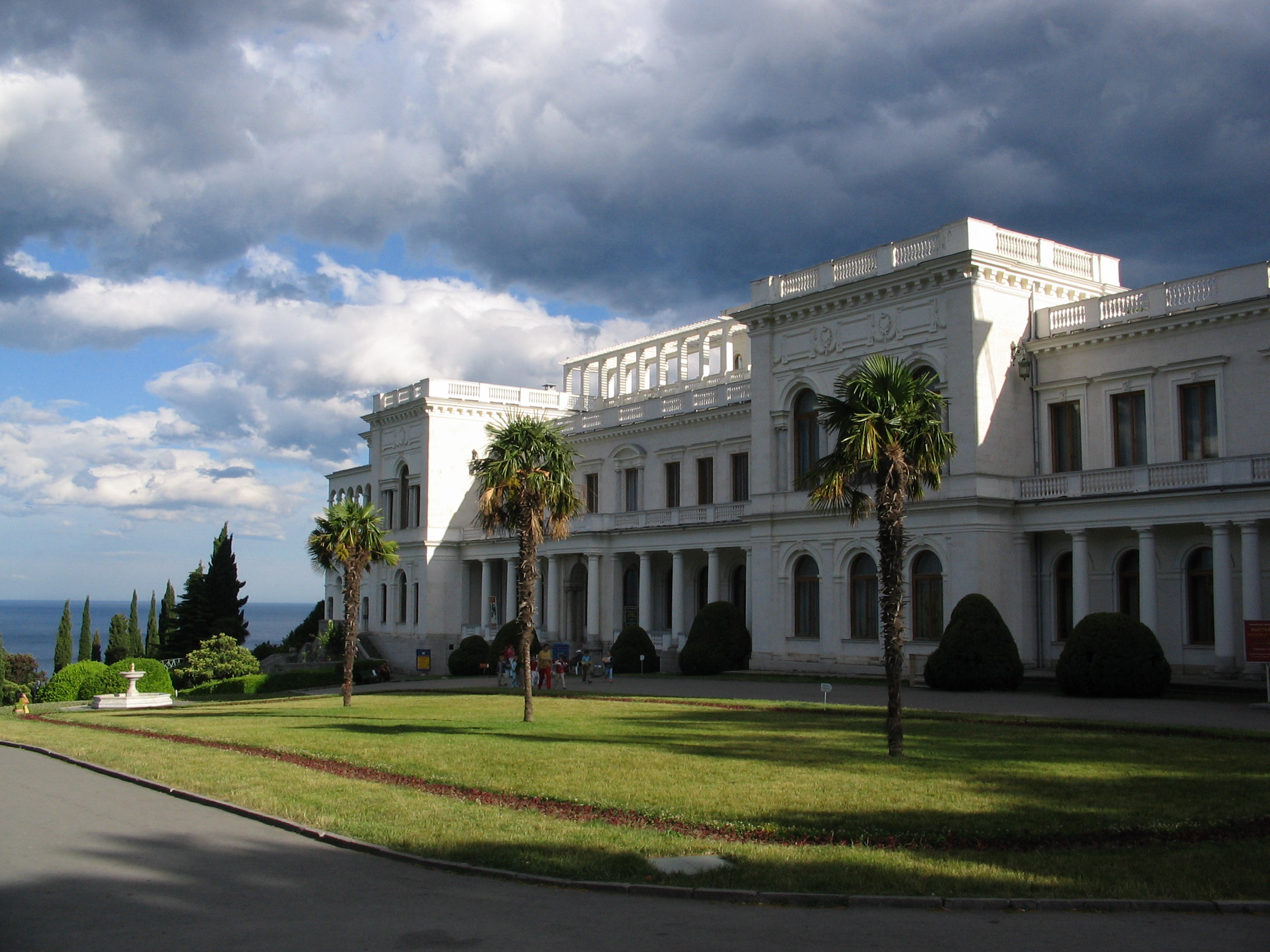
Pałac w Liwadii, miejsce konferencji

Konferencja jałtańska, także konferencja krymska – przebiegające od 4 do 11 lutego 1945 roku spotkanie przywódców koalicji antyhitlerowskiej (tzw. wielkiej trójki): przywódcy ZSRR Józefa Stalina, premiera Wielkiej Brytanii Winstona Churchilla oraz prezydenta USA Franklina Delano Roosevelta. Odbyła się w pałacu cesarskim w Liwadii, leżącej na południe od Jałty na Krymie.
Była to jedna z konferencji wielkiej trójki, miała miejsce po konferencji teherańskiej (listopad–grudzień 1943), a przed konferencją poczdamską (lipiec–sierpień 1945). Wielka trójka odbyła wiele konferencji, jednak na konferencjach teherańskiej, jałtańskiej oraz poczdamskiej zapadły decyzje najwyższej wagi. Miała decydujące znaczenie dla powojennego kształtu Europy.
Ponieważ Józef Stalin zaznaczył, że ma problemy z podróżowaniem, na miejsce spotkania Wielkiej Trójki (Churchill, Roosevelt i Stalin) wybrany został kurort Jałta. Problem polegał jednak na tym, że Jałta podobnie jak cały Krym była zniszczona i spustoszona przez Niemców. Niedogodność tę rozwiązano w ten sposób, iż z Moskwy w 1500 wagonach przywieziono wszystkie potrzebne rzeczy, m.in: meble, pościel, jedzenie i picie oraz szkło niezbędne do naprawy okien. Do zapewnienia bezpieczeństwa Wielkiej Trójce sprowadzono około 30 tys. żołnierzy Armii Czerwonej. We wszystkich miejscach, w których zamieszkali przedstawiciele delegacji alianckich, Stalin nakazał umieścić urządzenia podsłuchowe. Pomimo że goście przeszukali swoje pokoje, nie zdołali ich wszystkich wykryć. Natomiast dzięki Ludowemu Komisariatowi Bezpieczeństwa Państwowego ZSRR Stalinowi dostarczono kilka brytyjskich dokumentów dotyczących strategii negocjacyjnej (niektórzy twierdzą, że dostarczył mu je tajny agent który identyfikował się inicjałami S.H).

## Postanowienia
- Na konferencji rozstrzygnięto sprawę Niemiec: ZSRR, USA, Wielka Brytania i Francja będą okupowały wyznaczone na konferencji 4 strefy Niemiec (jedna dla każdego państwa). Zgodnie z tym planem przewidziano utworzenie skoordynowanej administracji i kontroli za pośrednictwem Sojuszniczej Rady Kontroli, złożonej z naczelnych dowódców sił zbrojnych czterech mocarstw.
- Obciążono Niemcy reparacjami wojennymi[5], których rozmiar miał być ustalony później.
- ZSRR otrzymał kontrolę nad jedną trzecią Niemiec (Turyngią, Saksonią, Meklemburgią, Brandenburgią i Pomorzem Przednim) i aliancką strefę operacyjną w Europie do czasu zakończenia wojny[5].
- Podjęto decyzje o transferze ludności pomiędzy państwami (m.in. przesiedleniu Niemców z Polski, Węgier, Czechosłowacji)[5].
- Polska utraciła Kresy Wschodnie na rzecz ZSRR[5] (obecnie Litwa, Ukraina i Białoruś).
- Ustalono rekompensatę terytorialną dla Polski w postaci ziem dawnego Królestwa Prus, wówczas należących do III Rzeszy: ziemi lubuskiej, Pomorza Zachodniego, Dolnego Śląska i Śląska Opolskiego, części Prus Wschodnich oraz byłego Wolnego Miasta Gdańska[5].
- Mocarstwa zgodziły się na utworzenie Tymczasowego Rządu Jedności Narodowej poprzez poszerzenie urzędującego w Warszawie, ustanowionego przez Stalina, Rządu Tymczasowego Rzeczypospolitej Polskiej o demokratycznych polityków z kraju i emigracji, w zamian za zobowiązanie się go do przeprowadzenia wolnych, nieskrępowanych wyborów na zasadzie powszechnego głosowania (wybory zostały sfałszowane)[5].
- Churchill i Roosevelt uznali zgodność działań NKWD z konwencją dotyczącą prowadzenia wojny na lądzie – w zakresie zapewnienia bezpieczeństwa, spokoju i porządku na tyłach Armii Czerwonej na terytorium Polski. Roosevelt zapewnił Stalina, że Stany Zjednoczone nigdy nie będą popierać tymczasowych władz polskich, które byłyby wrogie jego interesom[6].
- Podczas konferencji uznano konieczność uregulowania stosunków między Bułgarią i Jugosławią[7].
- Stalin zobowiązał się do przystąpienia w dwa do trzech miesięcy po kapitulacji Niemiec do wojny z Japonią, w zamian za co otrzymał obietnicę m.in. utrzymania status quo w Mongolii Zewnętrznej, przywrócenia praw utraconych przez Rosję w 1904 roku, dotyczących Południowego Sachalinu i Port Arthur, oraz przejęcie przez ZSRR Wysp Kurylskich.

Uchwały konferencji jałtańskiej oznaczały zwycięstwo koncepcji Stalina w sprawie polskiej. Przyjęte zostały z zadowoleniem przez Rząd Tymczasowy i popierające go ugrupowania polityczne. Rząd Rzeczypospolitej Polskiej na uchodźstwie w Londynie, na którego czele stał premier Tomasz Arciszewski, wydał 13 lutego 1945 roku oficjalne oświadczenie, w którym potępił postanowienia jałtańskie. Stwierdził w nim, że decyzje Konferencji Trzech zostały przygotowane i powzięte nie tylko bez udziału i upoważnienia Rządu Polskiego, ale i bez jego wiedzy. Metoda ta w stosunku do Polski jest nie tylko zaprzeczeniem elementarnych zasad, które obowiązują sojuszników, ale stanowi niewątpliwe naruszenie litery i ducha Karty Atlantyckiej oraz prawa każdego do występowania w obronie własnych interesów. Z tego powodu decyzje Konferencji Trzech nie mogą być uznane przez Rząd Polski i nie mogą obowiązywać Narodu Polskiego. Oderwanie od Polski wschodniej połowy jej terytorium przez narzucenie tzw. linii Curzona jako granicy polsko-sowieckiej Naród Polski przyjmie jako nowy rozbiór Polski, tym razem dokonany przez sojuszników Polski. Przeciwko postanowieniom wielkiej trójki zaprotestowali również pochodzący ze wschodnich terenów II Rzeczypospolitej żołnierze 2. Korpusu Polskiego, walczącego we Włoszech. Określenie „zdrada jałtańska” było używane przez polskie środowiska niepodległościowe po II wojnie światowej w odniesieniu do uległości zachodnich aliantów wobec żądań Stalina, a także jako synonim opuszczenia Polski przez sojuszników i ich zgody na podporządkowanie Europy Środkowo-Wschodniej Związkowi Radzieckiemu.
Kazimierz Pużak nazwał postanowienia konferencji jałtańskiej „zmorą nowego Świętego Przymierza”. Komisja Główna Rady Jedności Narodowej na posiedzeniu w Podkowie Leśnej 21 lutego 1945 roku stwierdziła, że powzięte bez udziału i zgody Państwa Polskiego postanowienia konferencji krymskiej narzucają, jeszcze przed ukaraniem Niemców, Polsce, która pierwsza w świecie podjęła walkę z hitleryzmem o wolność własną i cudzą, nowe, niezmiernie ciężkie i krzywdzące ofiary. Protestując przeciwko jednostronności tych postanowień, RJN postanowiła jednocześnie zastosować się do nich, widząc w nich jedyną szansę ratowania niepodległości Polski, uniknięcia dalszego niszczenia narodu oraz do stworzenia podstawy organizacji własnych sił i do prowadzenia przyszłej samodzielnej polityki polskiej, zmierzającej do ugruntowania pokoju w Europie, odbudowy gospodarczej zniszczonego kraju oraz przebudowy stosunków społeczno-gospodarczych w Polsce w duchu prawdziwej wolności i demokracji.
Konferencją analogiczną do spotkań wielkiej trójki, ale dotyczącą Dalekiego Wschodu była konferencja kairska (22–26 listopada 1943).